# First Canadian Place
First Canadian Place (dawniej First Bank Building) – najwyższy wieżowiec w Kanadzie, znajdujący się w Toronto, w prowincji Ontario. Powstał w latach 1973–1975 i od momentu ukończenia pozostaje najwyższym biurowcem w kraju. Wieżowiec ma wysokość 355 metrów, z czego 298,1 metra to wysokość do dachu. 
Został zaprojektowany przez Bregman + Hamann Architects we współpracy z Edward Durell Stone & Associates, pierwotnie pełnił funkcję siedziby Bank of Montreal. Jest jednym z kluczowych punktów Toronto, łączącym funkcje biurowe, handlowe i usługowe, w tym około 120 sklepów oraz różnorodne restauracje. Zlokalizowany w centrum miasta, połączony jest z systemem PATH, co zapewnia łatwy dostęp do transportu publicznego. W 2009 roku budynek przeszedł renowację, w wyniku której wymieniono elewację marmurową na nową, wykonaną z ceramiki i szkła. 
First Canadian Place jest jednym z najwyższych budynków na świecie, zajmując 249. miejsce w globalnym rankingu wysokości (stan na luty 2025 roku).

## Historia

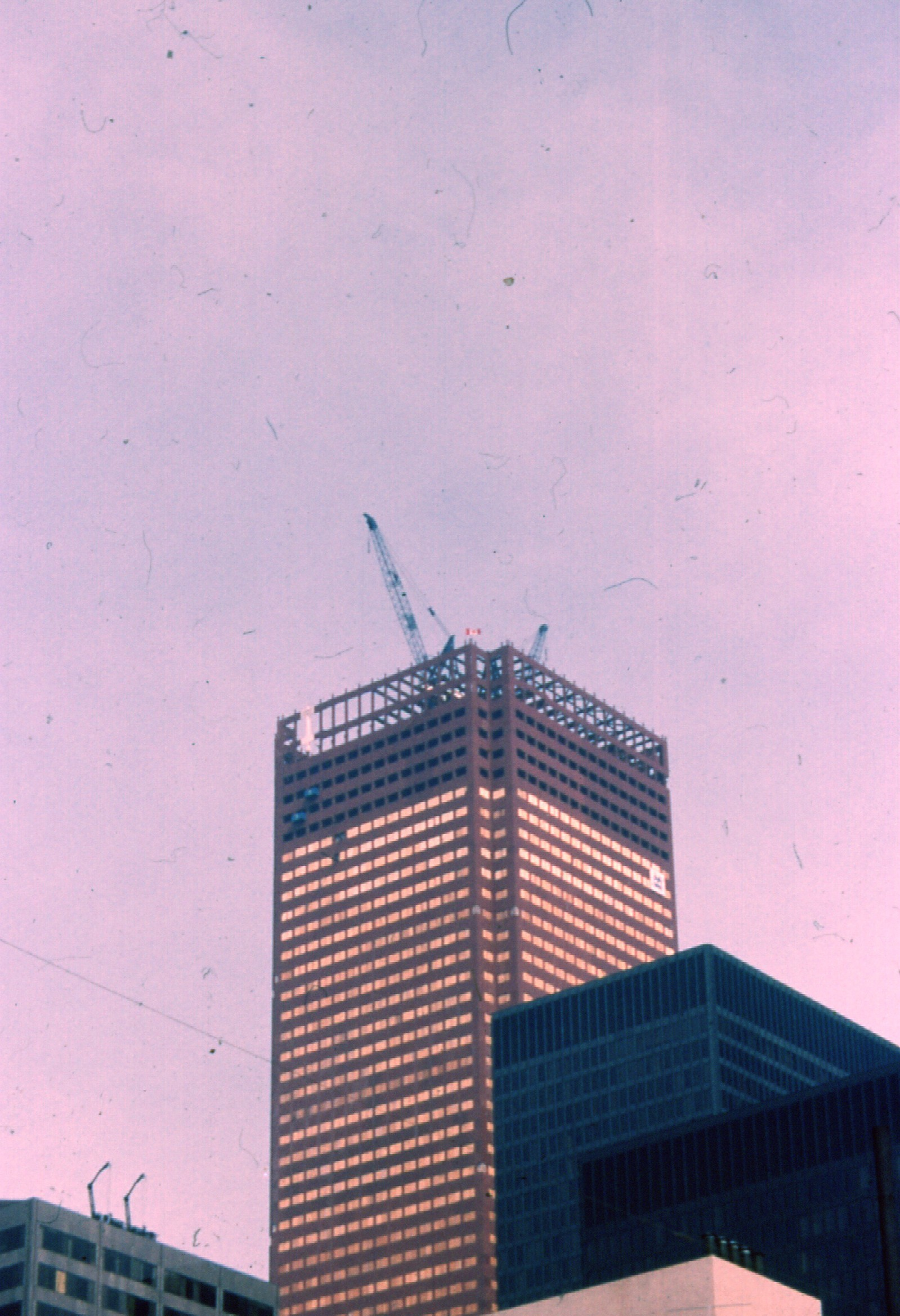
Wieżowiec podczas budowy (1975)

First Canadian Place został zaprojektowany jako nowa siedziba Bank of Montreal w Ontario. Projekt deweloperski, ogłoszony przez firmę Olympia and York w październiku 1972 roku, nosił nazwę First Bank Complex. W ramach realizacji projektu zburzono historyczne siedziby gazet Toronto Star i The Globe and Mail, a także zabytkowy budynek Bank of Montreal.
W grudniu 1973 roku Rada Miasta Toronto wprowadziła tymczasowe ograniczenia wysokości nowych budynków w centrum miasta, ustalając limit na poziomie 14 metrów. Celem tej decyzji była ponowna analiza urbanistyczna, mająca na celu znalezienie równowagi między przestrzenią mieszkalną a biurową. First Canadian Place udało się jednak uniknąć tych ograniczeń, ponieważ budowa rozpoczęła się przed ich wejściem w życie. Pierwsze prace wykopaliskowe ruszyły pod koniec 1973 roku, a konstrukcja stalowego szkieletu rozpoczęła się nieco później.
Podział budynku First Canadian Place na cztery strefy, traktowane jako oddzielne struktury, umożliwił stopniowe zasiedlanie niższych pięter podczas kontynuowania budowy wyższych poziomów. Każda strefa wyposażona była w oddzielne windy dwupoziomowe, co zwiększyło efektywność ruchu pionowego w budynku, zwłaszcza w godzinach szczytu.
13 stycznia 1975 roku budynek osiągnął status najwyższego biurowca w Toronto i Kanadzie, kiedy pracownik budowlany Gerry Deschamps przymocował pierwszy poziomy element konstrukcyjny powyżej dachu Commerce Court. Całkowite ukończenie budowy miało miejsce w grudniu 1975 roku, choć pierwsze piętra zajmowane przez Bank of Montreal były gotowe do użytku już w lipcu tego samego roku.

## Architektura
Wieżowiec First Canadian Place został zbudowany z użyciem 45 tys. ton stali, 113 kilometrów rur, 680 tys. kilogramów szkła oraz 4,4 tys. ton marmuru Carrera, importowanego z Włoch. Początkowo zastosowany biały marmur musiał zostać częściowo wymieniony, gdyż jedna z dostaw miała zbyt duży odcień szarości, który nie odpowiadał pierwotnym założeniom projektu.
Budynek ma 72 piętra i oferuje 2 173 tys. stóp kwadratowych powierzchni biurowej oraz 236 tys. stóp kwadratowych przestrzeni handlowej. Powierzchnia typowego piętra wynosi około 30 tys. stóp kwadratowych. W budynku znajduje się także parking na 1 tys. pojazdów oraz strefa dla rowerzystów, która dysponuje 243 miejscami do bezpiecznego przechowywania rowerów.
First Canadian Place jest połączony z systemem PATH, 27-kilometrowym podziemnym systemem ulic, które umożliwia łatwy dostęp do Union Station, gdzie kursują pociągi GO Transit oraz UP Express, łączące Toronto z lotniskiem Pearson. Dzięki temu, budynek stanowi integralną część miejskiej infrastruktury transportowej. Wysoki poziom ruchu pieszego w tym obszarze, wynoszący około 84 tys. osób dziennie, potwierdza rolę First Canadian Place jako istotnego punktu w centrum Toronto.
First Canadian Place, zaprojektowany przez Bregman + Hamann Architects, został ukończony w 1975 roku. Jest jednym z kluczowych wieżowców biurowych w Toronto, charakteryzującym się funkcjonalnością i charakterystyczną formą architektoniczną. 
Budynek ma całkowitą wysokość 355 metrów, 298,1 metra do dachu oraz 287,1 metra do poziomu użytkowego. First Canadian Place jest najwyższym budynkiem w Kanadzie i Toronto, a także jednym z najwyższych w Ameryce Północnej plasuje się na 34. miejscu. Na świecie budynek zajmuje 249. miejsce w globalnym rankingu wysokości.

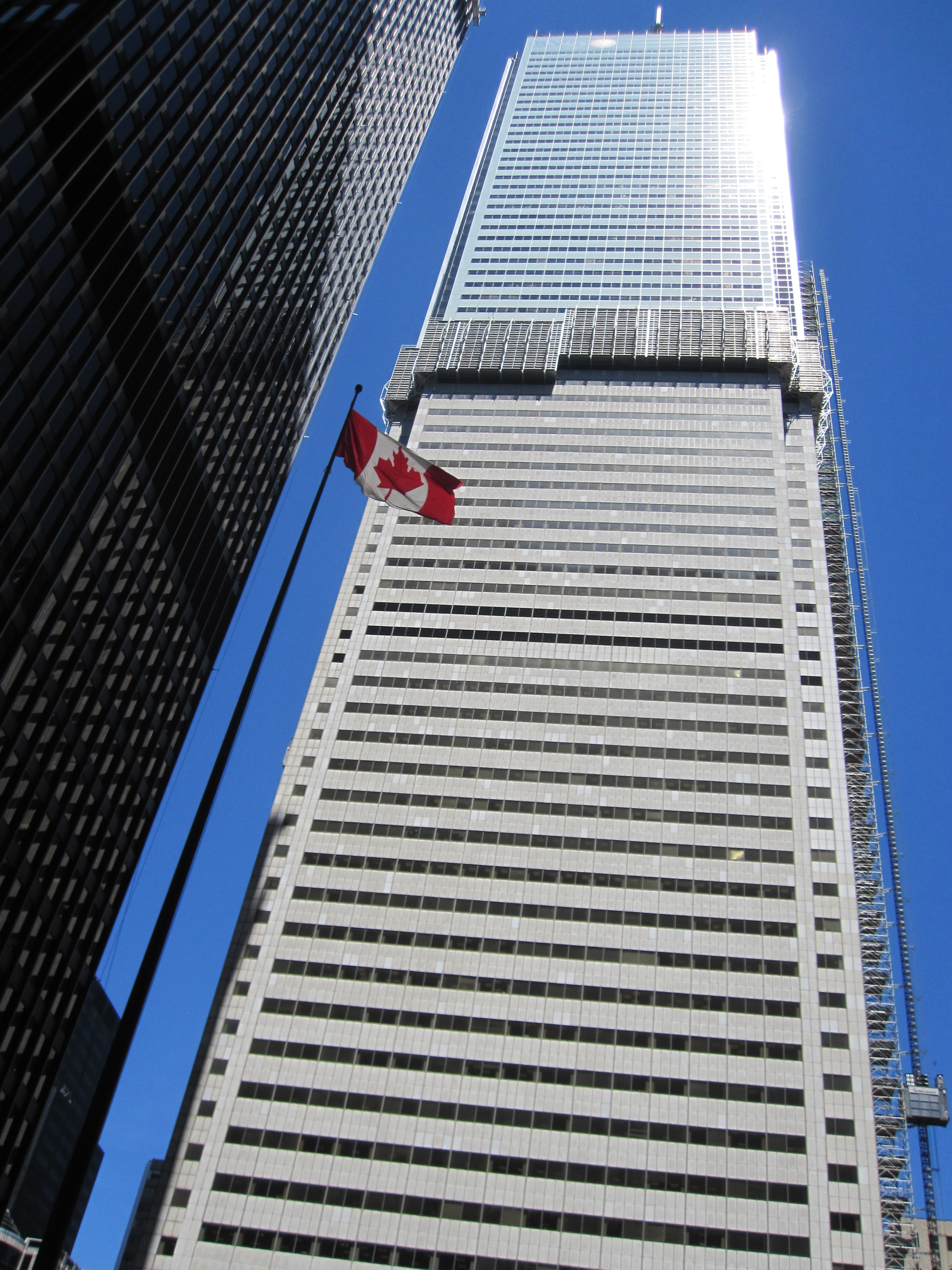
Budynek First Canadian Place w 2011 roku podczas wymiany elewacji

Na trzech poziomach budynku znajduje się centrum handlowe, obejmujące około 120 sklepów oraz różnorodne usługi. W jego skład wchodzi sześć restauracji z nagradzanymi kartami win, ponad 30 lokali gastronomicznych w strefie food court oraz Market Place, którego głównym punktem spożywczym jest supermarket sieci Longo’s. Dodatkowo w budynku dostępne są licencjonowane tarasy, parkiet, centrum medyczne, gabinet optyczny, kliniki dentystyczne, spa, salony fryzjerskie, banki, usługi pralnicze oraz placówka pocztowa.
Architektonicznie, First Canadian Place został zaprojektowany z wykorzystaniem marmuru karraryjskiego, który pierwotnie pokrywał całą powierzchnię budynku, zarówno elewację, jak i wnętrza. Jego projekt był inspirowany Standard Oil Building w Chicago, zaprojektowanym przez Edwarda Durella Stone’a, z którym dzielił podobny układ pięter oraz marmurową fasadę. Główną różnicą była orientacja okien – w First Canadian Place ustawiono je poziomo, podczas gdy w budynku w Chicago miały one układ pionowy.
Po problemach związanych z marmurową elewacją, które pojawiły się po zamontowaniu paneli w Aon Center w Chicago, pojawiły się obawy dotyczące trwałości okładziny First Canadian Place. W 2007 roku, podczas silnej burzy, jeden z marmurowych paneli o wadze 140 kg spadł z 60. piętra budynku, co doprowadziło do czasowego zamknięcia ulic wokół obiektu ze względów bezpieczeństwa.

### Renowacja
W 2009 roku rozpoczęto projekt renowacji First Canadian Place, który obejmował zastąpienie marmurowych paneli nowymi panelami szklanymi. Nowa elewacja została pokryta białą ceramiką fritową, a narożniki budynku wykończono brązowym szkłem. W ramach renowacji zmodernizowane zostały także systemy mechaniczne, elektryczne i oświetleniowe, co miało na celu poprawę komfortu użytkowników oraz efektywności operacyjnej budynku. Zmieniono również przestrzenie wspólne, w tym lobby wejściowe i przestrzeń handlową, gdzie zainstalowano nowe kamienne posadzki, fritowane szkło, metalowe poręcze, elementy wodne oraz roślinność. Projekt renowacji, realizowany przez zespół Moed de Armas & Shannon Architects we współpracy z Bregman + Hamann Architects, zakończył się w 2012 roku.
Budynek uzyskał certyfikaty ekologiczne 2024: WELL Health Safety Rated, 2024: LEED O+M EM oraz BOMA 360 designated.

## Galeria

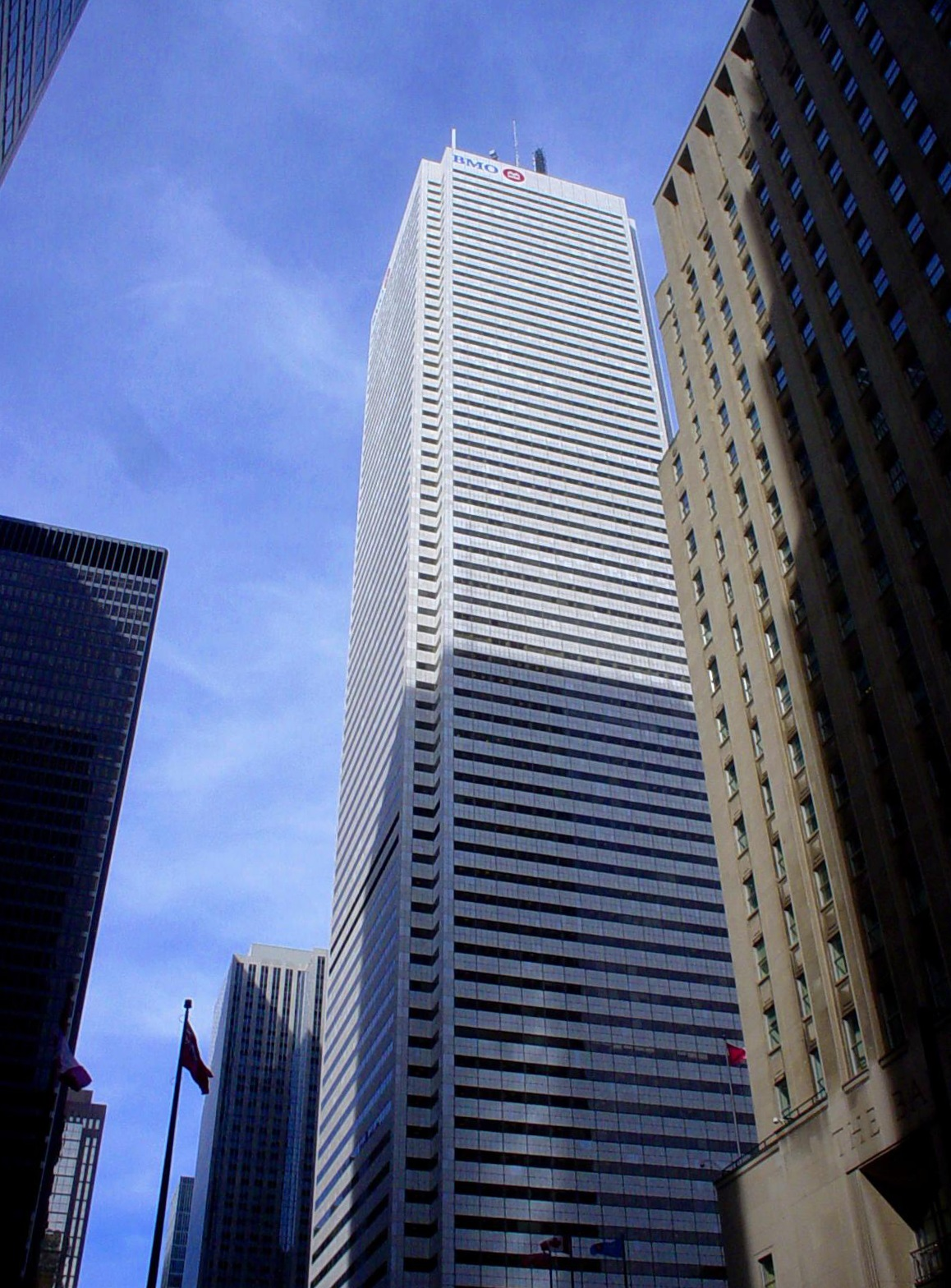
Budynek przed wymianą elewacji
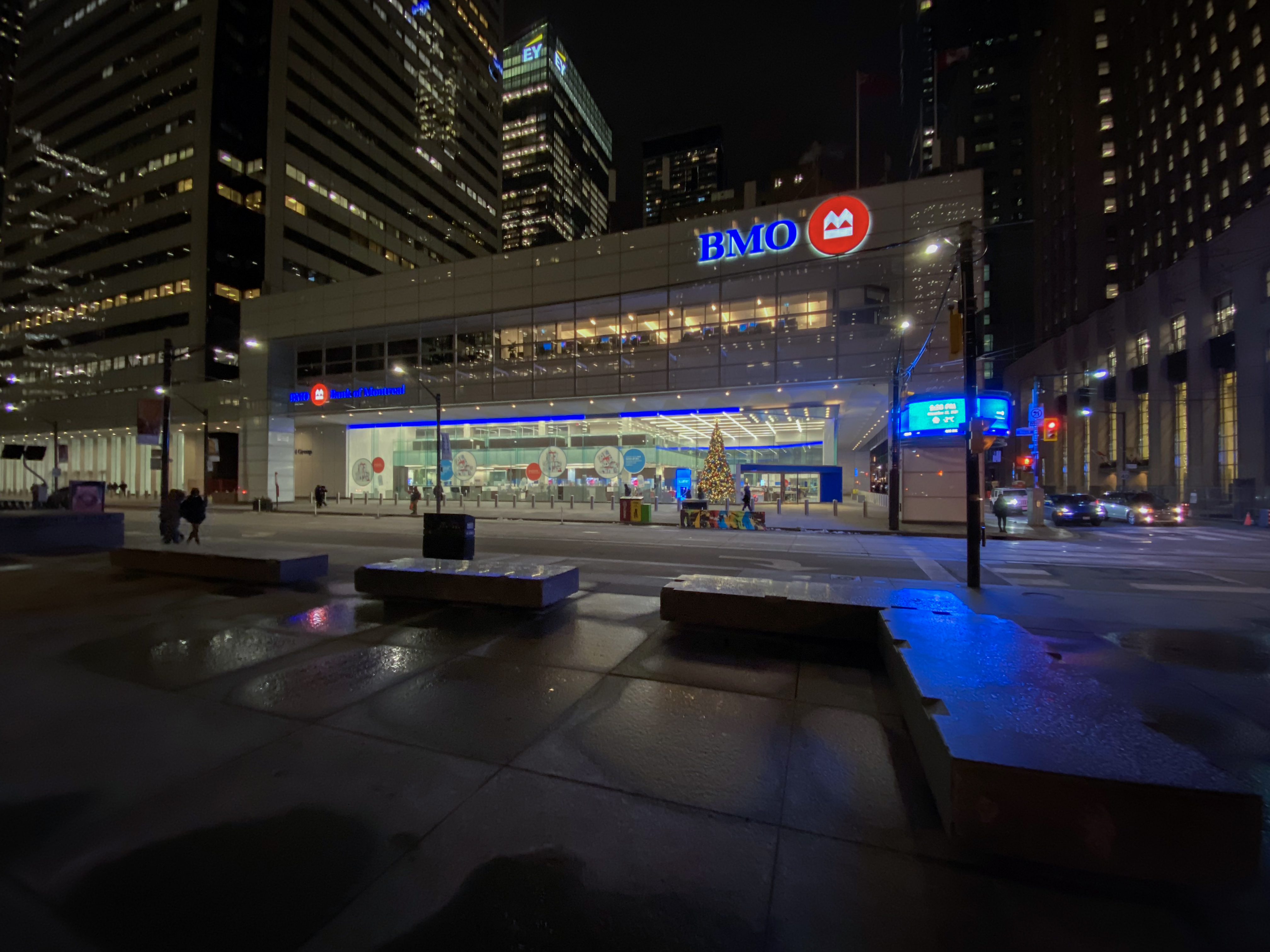
Dół budynku w północno-zachodnim rogu ulic King i Bay
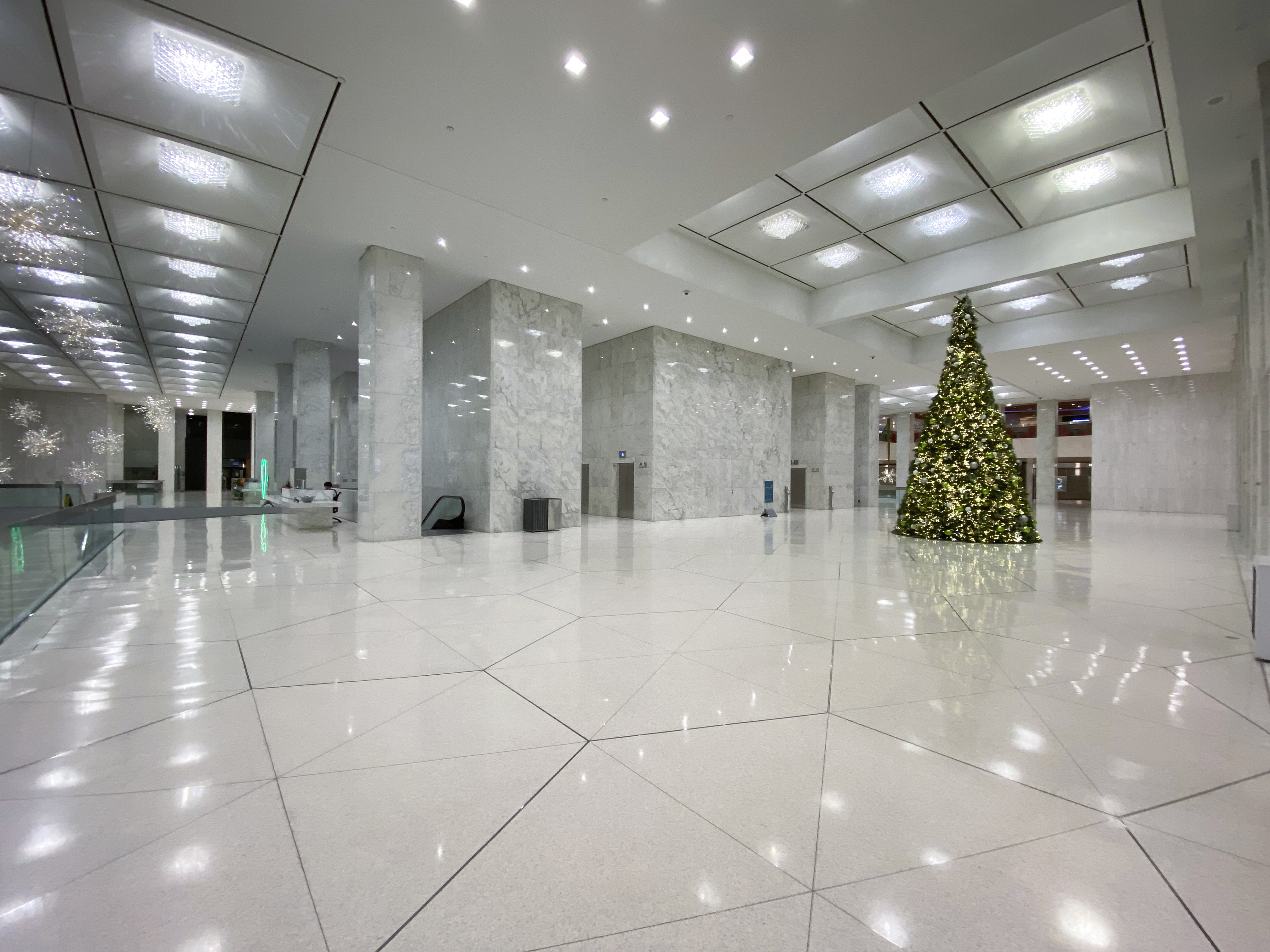
Hol strefy biurowej
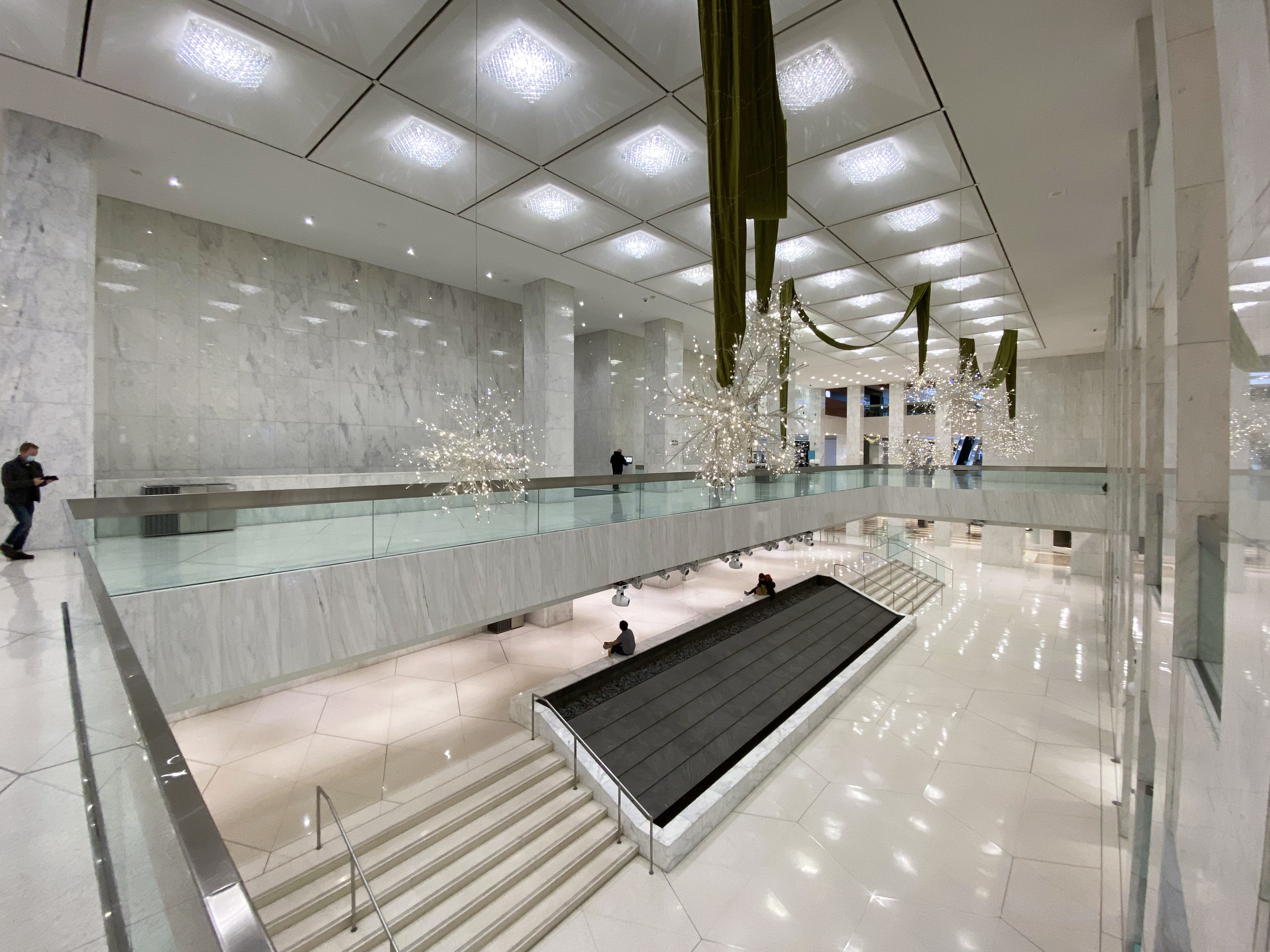
Fontanny wewnątrz budynku
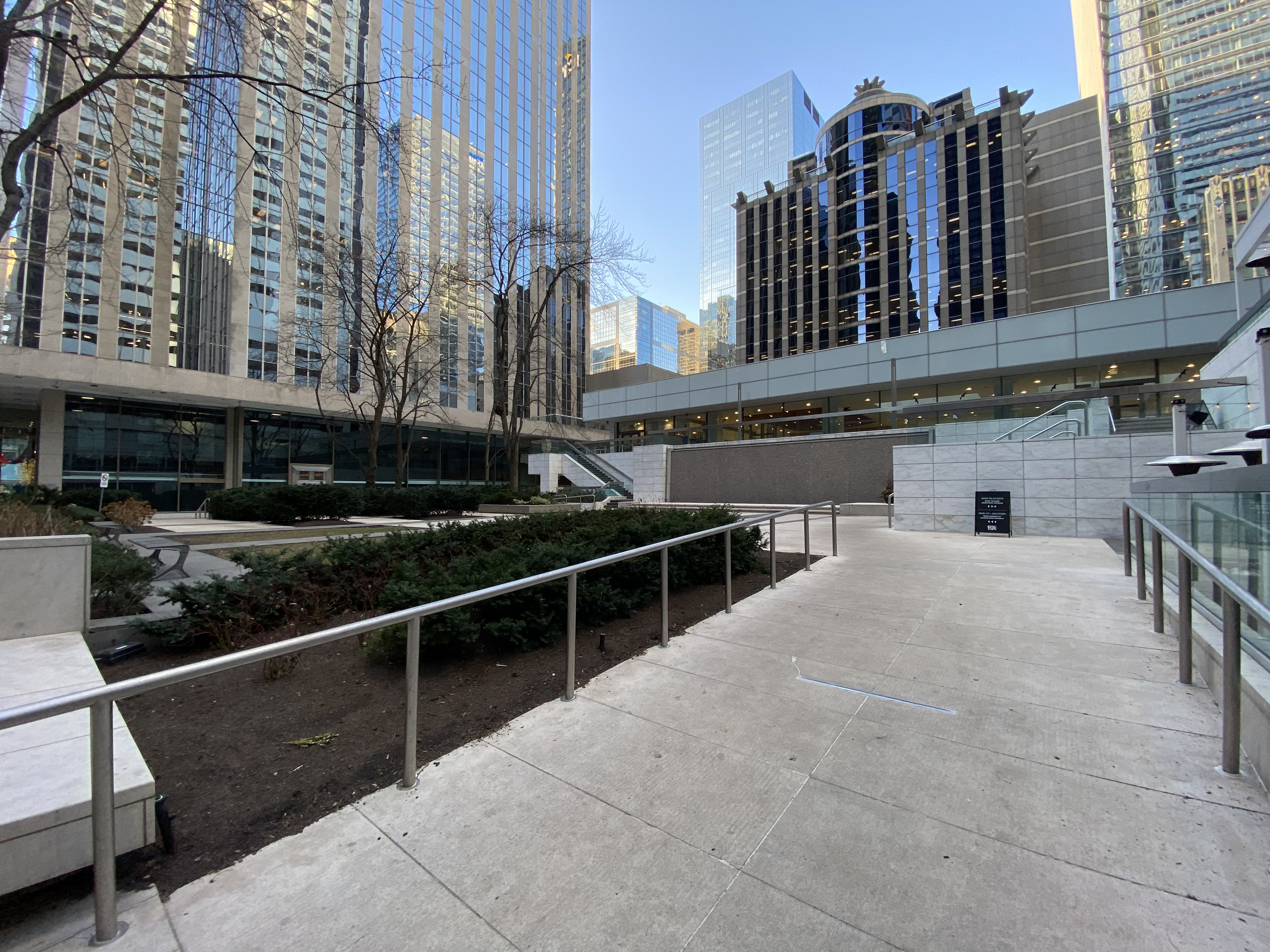
Otwarta przestrzeń
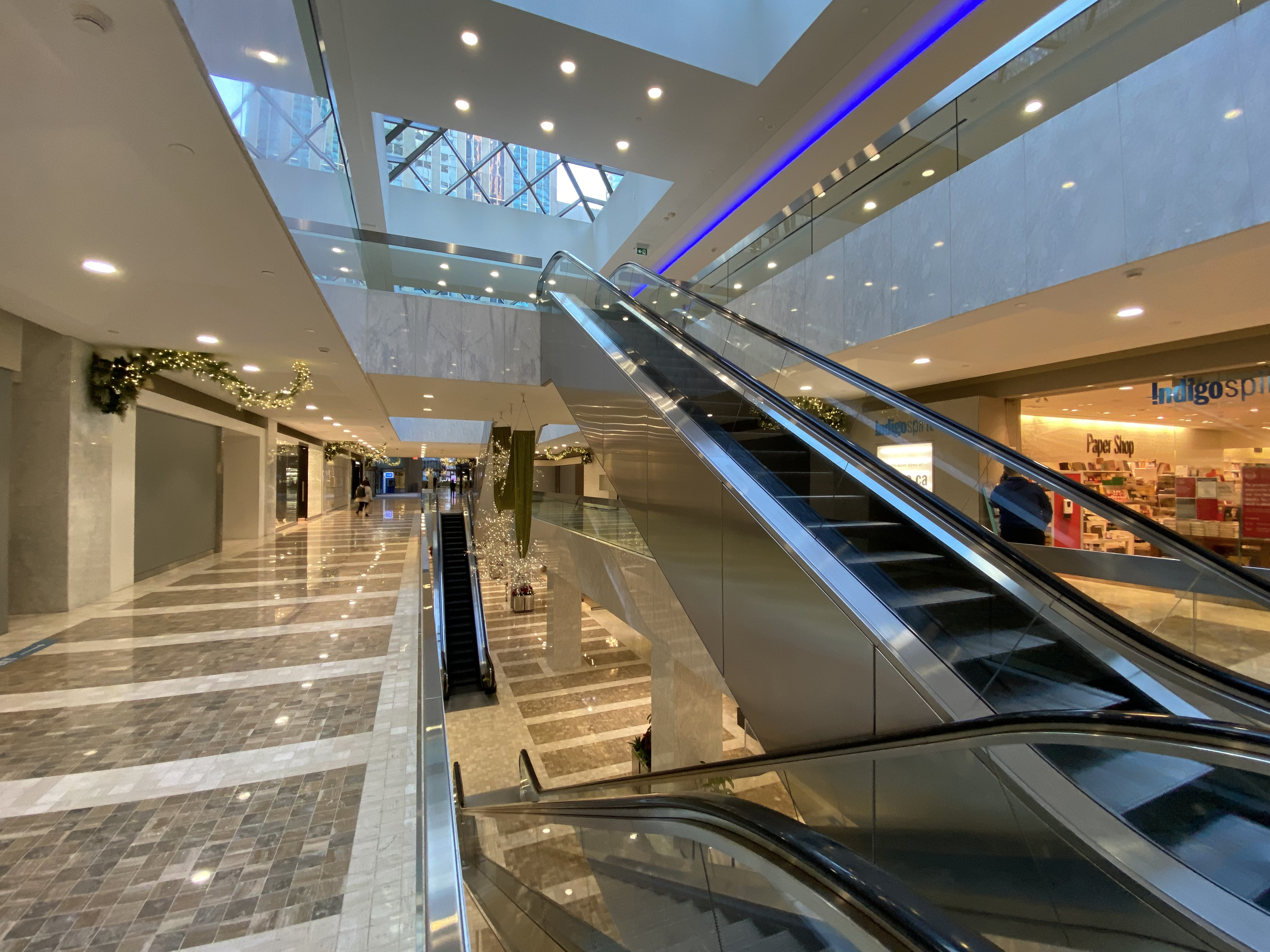
Centrum handlowe
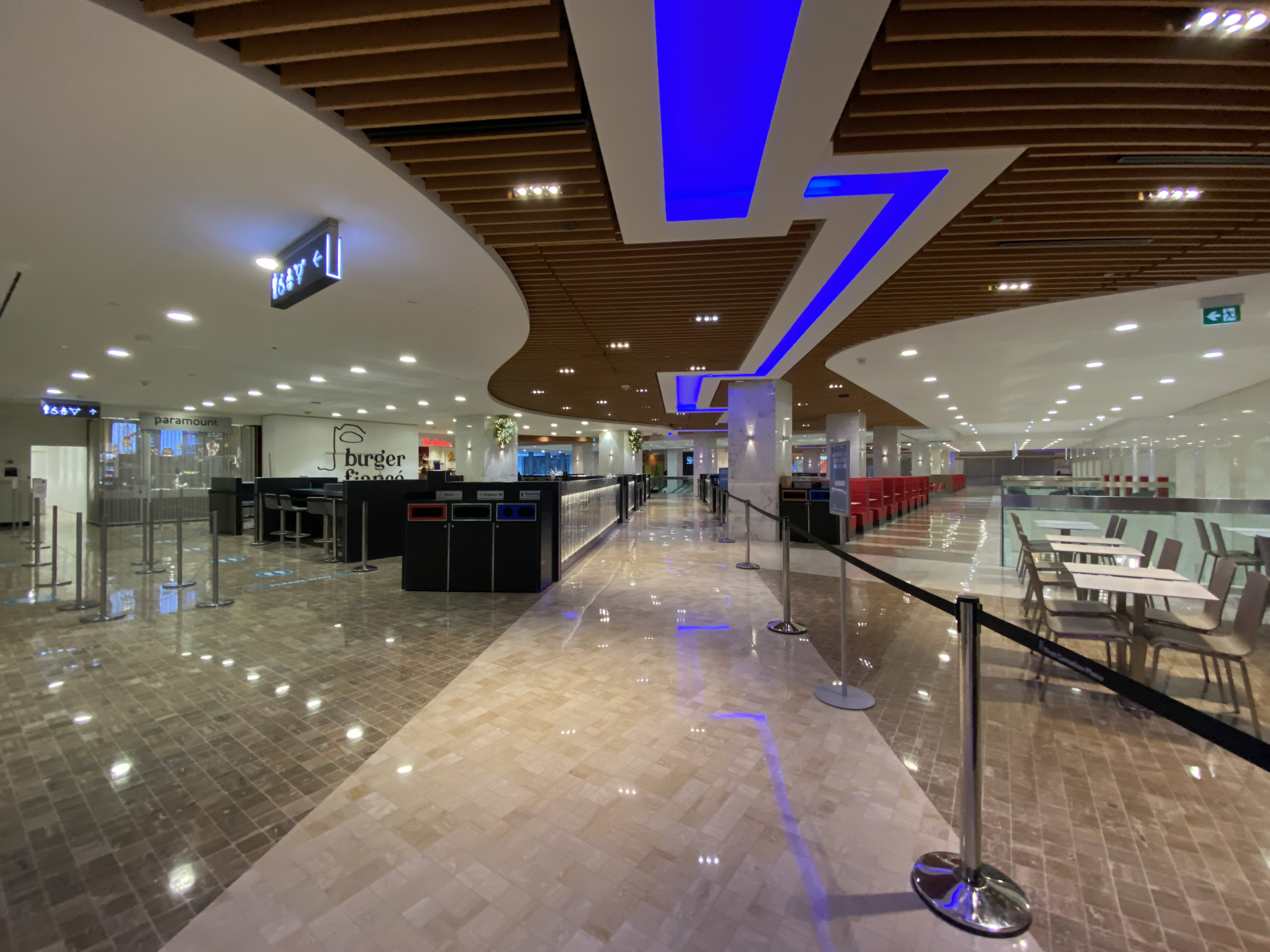
Strefa gastronomiczna